# Flamme rouge

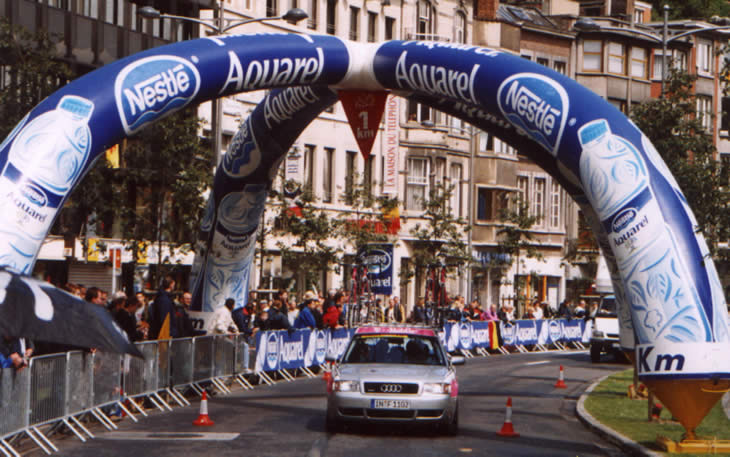
Une flamme rouge au Tour de France

La flamme rouge est un drapeau surmonté d'une structure signalétique, indiquant, lors d'une course cycliste, le dernier kilomètre de course.
Lors de courses professionnelles, le kilométrage restant à parcourir est indiqué, entre autres aux 25, 20, 15, 10, 5, 4, 3, 2 et dernier kilomètres, par des banderoles où y figurent les sponsors principaux. La flamme rouge est soulignée d'un drapeau triangulaire rouge et elle est plus imposante que les autres banderoles.

## Au Tour de France
La flamme rouge a fait son apparition sur le Tour de France en 1906.
Le kilométrage est sponsorisé par Continental, succédant depuis 2019 à Vittel ; la flamme rouge en fait donc partie, et précédemment Aquarel.
Lors de la 7e étape du Tour de France 2016, la structure se dégonfle est s'écrase sans gravité sur le coureur Adam Yates. Depuis, les structures gonflables sont interdits.